# Albert Coers
Albert Coers (* 5. Februar 1975 in Lauingen) ist ein deutscher bildender Künstler und Kurator. Schwerpunkte seiner künstlerischen Arbeit sind Installationen mit Fundstücken und sprachbezogenem Material, Künstlerpublikationen und Projekte für den öffentlichen Raum.

## Leben
Albert Coers’ Großvater mütterlicherseits war der Architekt Hans Beckers, sein Vater war Schriftgrafiker und Kunsterzieher. Coers besuchte das Johann-Michael-Sailer Gymnasium in Dillingen/Donau bis zum Abitur 1994, hatte Kunstunterricht bei Barbara und Hartmut Pfeuffer. Anschließend studierte er Germanistik und Klassische Philologie, Kunstgeschichte und Italienisch an der Ludwigs-Maximilians-Universität (LMU) München und der Universität Pisa. In seiner Magisterarbeit beschäftigte er sich mit dem Begriff und Problem des Dilettantismus bei Goethe und Thomas Mann.
Ab 1998 studierte Coers an der Akademie der Bildenden Künste München bei Heribert Jakob Sturm und Albert Hien mit Schwerpunkt Bildhauerei/Installation. Kunstwissenschaftliche Veranstaltungen besuchte er bei Wolfgang Ullrich, Walter Grasskamp und Florian Matzner. Von 1999 bis 2000 verbrachte er im Rahmen eines Stipendiums ein Studienjahr an der Accademia dei Belli Arti di Carrara. 2004/2005 schloss er sein Studium mit dem Projekt Biblioteca Collettiva ab. 2005 war er in Genua am Goethe-Institut und entwickelte neben der Mitarbeit im Kulturprogramm auch ein eigenes Ausstellungsprojekt.
Er erhielt in der Folge mehrere Stipendien und Förderungen: Mit einem DAAD-Stipendium zur künstlerischen Forschung (Projekt Encyclopedialexandrina) hielt sich Coers 2008/2009 in Alexandria/Ägypten, Alexandria/Virgina und Alessandria/Italien auf. 2009 bekam er ein Stipendium der Stadt München, 2011 ein Arbeitsstipendium der Stiftung Kunstfonds, 2021 wurde sein Buchprojekt Books to Do von der Stiftung Kunstfonds gefördert, im selben Jahr war er Stipendiat der Stiftung Künstlerdorf Schöppingen.
An der Staatlichen Hochschule für Gestaltung Karlsruhe promovierte Albert Coers 2012 in Kunstwissenschaft und Medienphilosophie mit einer Arbeit zum Ausstellungskatalog als künstlerischem Medium.
Nach Tätigkeiten als Lehrer, Dozent und Übersetzer ist er als freier Künstler tätig, kuratiert Ausstellungen und verfasst Texte im Kunstkontext.
Coers ist Mitglied in mehreren Künstlerverbänden und Vereinen, u. a. im Deutschen Künstlerbund, im Künstlerverbund im Haus der Kunst München, wo er 2016 bis 2019 Präsident war, und im Uferhallen e.V.

## Werk
Schwerpunkte von Albert Coers’ künstlerischen Arbeit sind Installationen mit Fundstücken, Sammlungen, sprachbezogenem Material und Künstlerpublikationen. Seine Installationen haben oft einen biografischen Hintergrund, etwa Collezione privata (2002) in der Akademiegalerie München, bei der er den Inhalt eines Kellerraumes, eine von seinem Vater zusammengetragene Sammlung, in einem Galerieraum skulptural verwendete. Mit Depots, Archiven und Fundstücken beschäftigte Coers sich auch in einer Reihe von Installationen, wobei Schrift, Beschriftung und Sprache eine Rolle spielten.
Ab 2004 rückte das Medium Buch in den Vordergrund. Mit Installationen zunächst seiner eigenen privaten Bücher, dann auch aus Depots, Archiven und Bibliotheken. In der Diplomausstellung 2005 an der Kunstakademie München zeigte Coers das Biblioteca collettiva, wofür er aus verschiedenen Bibliotheken Bücher in einer architektonischen Installation verwendete, die von verschiedenen Nutzern ausgeliehen und ihm zur Verfügung gestellt wurden. Das Konzept der Ausleihe verfolgte Coers weiter an Bibliotheken wie der Stiftsbibliothek St. Gallen (Biblioteca Sangallense, 2007). Die Bücher wurden häufig zu einem bestimmten Thema bzw. Begriff entliehen, etwa zu „Botanik“  (Biblioteca Botanica, 2006, Ausstellung im Kunstmuseum Heidenheim) oder „Leben“ (Biblioteca Vitale, 2010, Bücher der Bibliothek der Humboldt-Universität, Ausstellung Kleine Humbodt Galerie, Berlin).
Bei seiner Installation im Projektraum Kurt-Kurt in Berlin verwendete Coers Exemplare des Gesangbuchs „Gotteslob“, das 1975 erschien, in seinem Geburtsjahr, und mit dem er aufgewachsen war. 2014 erschien eine Neuausgabe, wodurch die alte Ausgabe funktionslos wurden. Coers verkleidete die Innenwände und das Fenster des Raumes mit einer mauerartigen Struktur.
In mehreren Arbeiten verwendete Coers assoziative Bild-Text-Kombinationen, fügt dabei gefundenes Material zu Collagen zusammen, spielte dabei mit der Mehrdeutigkeit von Wörtern und Bildern. Ab 2015 verwendete er Bilder der Gebärdensprache Gehörloser, etwa in den Projekten Länderkennzeichen (2015) oder Straßen Namen Zeichen, 2018.
Verstärkt agiert Coers im öffentlichen Raum. 2018 gewann er den Wettbewerb für ein Denkmal für Thomas Mann und seine Familie am Salvatorplatz München. Sein Entwurf mit dem Titel Straßen Namen Leuchten greift bestehende Erinnerungskultur auf. Mit Straßenschildern, die nach Mitgliedern der Familie benannt sind, und mit Straßenleuchten aus München und anderen Orten der Welt, die mit der Familie Mann in Bezug stehen, erinnert Coers an Thomas Mann und seine Familie.

## Ausstellungen (Auswahl)

### Einzelausstellungen
- 2021: Coming soon. ep.contemporary, Berlin[15]
- 2019: Riegel. Baeckerei, Berlin[16]
- 2018: Straßen Namen Zeichen (I), Kunst-Insel am Lenbachplatz[17], Straßen Namen Zeichen (II), Celibidacheforum Gasteig, München
- 2014: Avanzi. Artothek München
- 2014: 669 (Aus meines Herzens Grunde). Kunsthalle Göppingen[18]
- 2014: 696 (Bevor des Tages Licht vergeht). Kurt-Kurt, Berlin[19]
- 2012: Animalibri. Kunstverein Tiergarten, Berlin[20]
- 2009: I SOLITI TITOLI. Künstlerhaus am Lenbachplatz, München
- 2008: Encyclopedialexandrina. Goethe-Institut Alexandria, Ägypten
- 2006: Ortobotanico/Biblioteca Botanica (mit Albert Hien), Kunstmuseum Heidenheim[21]
- 2002: Collezione privata. Akademiegalerie, München

### Gruppenausstellungen
- 2024: Zwischen Licht und Materie – vom Erscheinen und Verschwinden, Kunstverein Tiergarten, Berlin, mit u. a. Ute Lindner, Karen Stuke, Albert Weis[22]
- 2023: 1 5 2 3 8 Rhythm Section. Kunstverein Augsburg[23]
- 2022: books. Galerie Vincenz Sala, Berlin[24]
- 2022: A Big Announcement. Bernd Kuchenbeiser zeigt Bücher & Schallplatten, Museum Villa Stuck, München[25]
- 2020: JAJA NEINNEIN VIELLEICHT. (15. RischArt-Projekt), Gasteig, München[26]
- 2019: The Big Sleep. 4. Biennale der Künstler, Haus der Kunst, München
- 2018: Ortstermin 2018. Videoscreening, Kunstverein Tiergarten, Berlin
- 2017: Secret Garden. Villa Laurid, Zug/Schweiz
- 2016: The Order of Things. Galerie Soy Capitán, Berlin, mit Mia Goyette, Christine Lemke
- 2016: superurbanvillage. Kunstverein Tiergarten, Berlin
- 2015: Sagen und Zeigen – Schrift in der Kunst. Kunstverein Bamberg, Villa Dessauer, Bamberg, mit u.a Timm Ulrichs[27]
- 2015: Domestic Space – Paper Edition. Zweigstelle Berlin
- 2015: Appropriating Language Series: Archiving. Maniere Noir, Berlin
- 2015: Codes. 2. Biennale der Künstler, Haus der Kunst, München
- 2014: Bilder zwischen den Zeilen. Kapitel 1, Salon Dahlmann, Kapitel 2, Finnisches Kulturinstitut, Berlin
- 2013: Der leere Raum. Rathausgalerie, Kunsthalle München, mit Florian Froese-Peeck, Susu Gorth, Dana Lürken
- 2011: Pentimenti. Kleine Humboldt Galerie, Humboldt-Universität, Berlin[28]
- 2011: Kunstrausch (11. RischArt-Projekt), Bayerisches Nationalmuseum, München
- 2010: Im Haus. Große Kunstausstellung im Haus der Kunst, München
- 2010: Die Grammatik des Buches. Artothek München, mit Loek Grootjans, Jean-Pascal Flavien, Julien Bismuth, Jovana Popic
- 2008: Debutanten. Galerie der Künstler, München, mit Patricija Gilyte, Alex Rath
- 2007: only words. Kunstbunker tumulka, München
- 2003: Stadt.Markt.Dorf. Verwandlungen, Künstlerhaus Marktoberdorf

### Kuratorische Projekte
- 2013: Inside the Box. Ausstellung in Schließfächern; Lenbachhaus, Kunstbau, Ägyptisches Museum, Alte Pinakothek München[29]
- 2017: Faktor X – das Chromosom der Kunst. Haus der Kunst, München[30]
- 2018: Pause. (prelude). Mit Alexander Steig, Courtenay Smith, Haus der Kunst, Künstlerverbund im Haus der Kunst München e.V.
- 2023: 200 Jahre Sehnsucht – 200 Jahre Kunstverein. Mit Notburga Karl, Barbara Kahle, Villa Dessauer, Kunstverein Bamberg[31]

## Publikationen (Auswahl)

### Künstlerpublikationen, Kataloge, Monografien
- Who is / Chi è […] Wer ist […] Albert Coers? Salon Verlag & Edition, Köln 2024, ISBN 978-3-89770-631-6.
- Books to Do. Hatje Cantz, Berlin 2022, gestaltet in Zusammenarbeit mit Andreas Koch, ISBN 978-3-7757-5427-9.
- Schöppinger Schläger. Salon Verlag, Köln 2021, ISBN 978-3-89770-556-2.
- Sacred Distancing. Argobooks, Berlin 2021, ISBN 978-3-948678-08-1.
- Mit Carsten Lisecki: TT. icon Verlag Hubert Kretschmer, München 2021, ISBN 978-3-946803-88-1.
- Gasteig-Encounters (So-viele-Heft 67). icon Verlag, München 2020, ISBN 978-3-946803-62-1.
- Englisch-Wörter. 1990/2020. Salon Verlag, Köln 2020, ISBN 978-3-89770-551-7.
- Straßen Namen Zeichen. icon Verlag, München 2018, ISBN 978-3-928804-82-0.
- Gartenbilder-Bildergarten. icon Verlag, München 2017, ISBN 978-3-928804-64-6.
- Länderkennzeichen. icon Verlag, München 2016, ISBN 978-3-928804-52-3.
- Müde Bücher. Mit einem Text von Wolfgang Ullrich, Salon Verlag, Köln 2012, ISBN 978-3-89770-412-1.
- I SOLITI TITOLI. Mit Texten von Wolfgang Ullrich, Astrid Mayerle, Diana Ebster und Gerhard Schebler; Kerber Verlag, Bielefeld 2011, ISBN 978-3-86678-539-7.
- deposito provvisorio. Mit Texten von Eva-Maria Troelenberg, Wolfgang Ullrich, Jörg Scheller, Leo Lecci und Massimo Palazzi; extra Verlag, Berlin 2008, ISBN 978-3-938370-26-1.

### Herausgeberschaft
- Mit Alexander Steig und Courtenay Smith: Arbeit an der Pause. Mit Texten von Lars Blunck, Friederike Sigler, Wolfgang Ullrich, Joanna Warsza und Lambert Wiesing. Verlag der Buchhandlung Walther König, Köln 2019, ISBN 978-3-96098-604-1.
- Mit Alexander Steig und Courtenay Smith: PAUSE (prelude). icon Verlag, München 2018, ISBN 978-3-928804-85-1.
- Mit Alex de Vries: Faktor X – das Chromosom der Kunst. 3. Biennale der Künstler im Haus der Kunst München, mit Texten von Larissa Kikol, Siri Hustvedt, Niña Weijers, Daniel Hornuff, Jörg Scheller, Albert Coers, Eva-Maria Troelenberg, Dorothea Frigo und Alex de Vries, Revolver Publishing, Berlin 2017, ISBN 978-3-95763-394-1.
- essentials. Ausstellung Haus der Kunst München, icon Verlag, München 2016, ISBN 978-3-928804-39-4.
- Inside the Box. Revolver Publishing, Berlin 2014, ISBN 978-3-95763-027-8.

### Aufsätze (Auswahl)
- King Kong, Queen Kong. Größenwahn und Ruschpartie (King Kong, Queen Kong. Megalomania and slipping about). In: Albert Coers/Alex de Vries (Hrsg.): Faktor X – das Chromosom der Kunst. Revolver Publishing, Berlin 2017, ISBN 978-3-95763-394-1, S. 59–65.
- Frequent Flyers – One-Way-Rafts: Aspects of Possession, Production and Transportation in Contemporary Art. In: Anna Markowska (Hrsg.): Sustainable art. Warschau: Polish Institut of World Art Studies 2015, ISBN 978-83-62737-89-5, S. 143–149.
- „… statt Lesen“ – künstlerische Zweckentfremdungen des Buches. In: David Keller/Maria Dillschnitter (Hrsg.): Zweckentfremdung. ‘unsachgemäßer Gebrauch’ als kulturelle Praxis. Wilhelm Fink, Paderborn 2016, ISBN 978-3-7705-5891-9, S. 233–252.
- Das Buch des Künstlers als Künstlerbuch. In: Eric Otto Frihd (Hrsg.): Produktion/Reproduktion. Ein Buch für Gerhard Theewen zum 60. und zum 20-jährigen Bestehen seines Salon Verlags. Verlag der Buchhandlung Walther König, Köln 2015, ISBN 978-3-86335-668-2, S. 197–205.
- Katalogisch: Satz, Spiegel und Fliegendes Blatt. In: Peter Dobroschke: So. Revolver Publishing, Berlin 2014, ISBN 978-3-95763-022-3.
- „È una bella materia il libro.“ Künstlerische Buchzerstörung seit Ende der 1960er Jahre. In: Christine Haug und Vincent Kaufmann (Hgg.): Kodex. Jahrbuch der Internationalen Buchwissenschaftlichen Gesellschaft, Nr. 3, Harrassowitz, Wiesbaden 2013, ISBN 978-3-447-10025-0, S. 79–98.
- „of course, an interview with the artist.“ – Das Interview als Medium zwischen Konvention und Innovation in Ausstellungskatalogen. In: kunsttexte.de, E Journal für Kunst- und Bildgeschichte, Sektion Gegenwart, Ausgabe 2/2012.